# Psittrichas fulgidus
Psittrichas fulgidus là một loài chim trong họ Psittrichasiidae.